# 1957

## Події
- 11 квітня — Сінгапуру повного самоврядування і створення незалежної держави
- 29 липня — розпочало роботу Міжнародне агентство з атомної енергії
- 3 листопада -- СРСР успішно провів запуск орбітального сателіта «Супутник-2». На борту окрім наукового обладнання — собака Лайка.Москва повідомила, що собака тихо вмерла по 2-х тижнях на орбиті, однак матеріали розкриті у 2002 році говорять, що смерть настала від перепаду температури та шоку по декількох годинах від запуску.
- 6 листопада — в Києві відкрили парк-меморіал Вічної слави і пам'ятник на могилі Невідомого солдата.
- Військова реформа Хрущова.
- перше випробовування міжконтинентальної ракети СРСР — балістичного снаряду, що мав дальність польоту понад 6000 км і міг використовуватися як засіб доставки ядерної зброї.

### Наука
- Відкриття ефекту Месбауера.
- Тунельний діод (Есакі Леона)
- Створення та запуск першого штучного супутника землі. В. П. Глушко,С. П. Корольов та інші

## Вигадані події
- Події книги Воно.

## Народились
див. також Категорія:Народились 1957
- 2 січня — Йоанна Пакула, американська акторка
- 19 січня — Мікі Віртью, британський музикант (UB40)
- 21 січня — Джина Девіс, американська акторка
- 23 січня — Кароліна, принцеса Монако
- 10 лютого — Вадим Долганов, український тележурналіст
- 19 лютого — Фалько, австрійський співак, композитор
- 21 лютого — Микола Расторгуєв, російський рок-співак, лідер гурту «Любэ»
- 27 лютого — Адріан Сміт, американський рок-музикант (Iron Maiden)
- 28 лютого — Джон Туртуро, американський актор
- 7 березня — Клів Бурр, ударник гурту Iron Maiden
- 8 березня — Синтія Ротрок, американська акторка
- 12 березня — Стів Гарріс, англійський рок-музикант (Iron Maiden)
- 20 березня — Спайк Лі, американський актор і кінорежисер
- 29 березня — Крістофер Ламберт, французький актор
- 17 квітня — Андрій Сагайдаковський,український художник
- 21 квітня — Роберт Сміт, музикант, співак, композитор (The Cure)
- 29 квітня — Деніел Дей-Льюіс, американський актор
- 5 травня — Річард Грант, актор
- 10 травня — Сід Вішез, бас-гітарист панк-гурту The Sex Pistols
- 16 травня — Юрій Шевчук, російський рок-музикант, лідер ДДТ
- 18 травня — Мішель Крету, французький музикант (Enigma)
- 27 травня — Сьюзі С'ю, панк-співачка
- 30 травня — Оксана Білозір, українська артистка, громадська і політична діячка.
- 12 червня — Тімоті Басфілд, актор
- 13 червня — Ринат Дасаєв, російський футболіст
- 21 червня — Павло Зібров, український естрадний співак, композитор. Народний артист України.
- 22 червня — Гарі Бірз, рок-музикант, бас-гітарист гурту INXS
- 23 червня — Френсіс Мак-Дорманд, акторка
- 24 червня — Астро, соліст британської гурту UB40
- 29 червня — Марія Кончіта Алонсо, акторка
- 10 липня — Юрій Стоянов, актор-комік
- 13 липня — Кемерон Кроу, американський кінорежисер
- 9 серпня — Мелані Гріффіт, американська акторка
- 12 серпня — Ніна Карпачова, уповноважена Верховної Ради України з прав людини
- 16 серпня — Тім Фарріс, гітарист австралійської гурту INXS
- 26 серпня — Доктор Албан, шведський поп-співак
- 1 вересня —
  - Глорія Естефан, американська співачка кубинського походження.
  - Світлана Білоножко, українська співачка.
- 7 жовтня — Джейн Торнвілл, англійська фігуристка
- 13 жовтня — Кріс Картер, канадський кіносценарист і кінопродюсер
- 19 листопада — Офра Хаза, ізраїльська поп-співачка
- 8 грудня — Михайло Михайлович Касьянов, російський політик
- 13 грудня — Стів Бушемі, американський актор
- 18 грудня — Скляр Ігор Борисович, російський співак, актор

## Померли
Див. також: Категорія:Померли 1957
- 23 лютого — Скоропадський Данило, гетьманич, український політик і громадський діяч
- 21 травня — Олександр Вертинський, російський актор, поет і співак
- 20 вересня — Сібеліус Ян, фінський композитор.

## Нобелівська премія
- з фізики: Чженьнін Янг та Лі Цзундао — «За передбачення при вивченні так званих законів парності, про незбереження симетричності (хіральність), що привело до важливих відкриттів в галузі квантової механіки»
- з хімії: Александер Тодд — «За роботи по нуклеотидам і нуклеотидними коензимам»
- з медицини та фізіології: Даніеле Бове — «За відкриття, що стосуються синтетичних сполук, що блокують дію деяких речовин організму, та за виявлення їхньої дії на судинну систему і скелетні м'язи»
- з літератури: Альбер Камю
- премія миру: Лестер Пірсон — «За свою роль в подоланні Суецької кризи»